# Light Infection
「Light Infection」（ライト・インフェクション）は、日本のバンド・Pragueの楽曲で、2枚目のシングル。2009年12月9日にKi/oon Recordsから発売された。

## 解説
前作「Slow Down」から3ヶ月振りのリリースとなるシングルで、初のオリコンチャートインを果たした。
初回生産限定盤と通常盤（初回仕様あり）の2形態でリリース。初回盤には「Light Infection」のミュージック・ビデオを収録したDVDと、タイアップ先のアニメ『銀魂』特性アナザージャケットが付属。なお、このジャケットは通常盤の初回仕様盤にも付属。
公式ページでのキャッチコピーは『新世代ロックバンド、一撃一瞬の美学を放つ』。

## 収録内容

### CD
- 全曲、作詞：鈴木雄太　作曲・編曲：Prague

1. Light Infection (3:55)
  - テレビ東京系アニメ『銀魂』第8期オープニングテーマ[2]
  - テレビ東京系『JAPAN COUNTDOWN』2009年12月度オープニングテーマ
  - ドラムの伊東が経験した出来事を元に作られた曲で[3]、詞は、その出来事を聞いたボーカルの鈴木が思った事を表現している[3]。
2. 枕風 (3:57)

### 初回盤付属DVD
1. Light Infection（Music Clip）

## 収録アルバム
オリジナル
- 『Perspective』（#1）

コンピレーション
- 『銀魂BEST2』（#1）